# Calyptra thalictri
Calyptra thalictri is een vlinder uit de familie van de spinneruilen (Erebidae). De wetenschappelijke naam van de soort is voor het eerst geldig gepubliceerd in 1790 door Borkhausen.
Deze nachtvlinder komt voor in Europa.